# Songgwang-sa
Songgwang-sa (송광사 Klasztor Rozłożystych Sosen) – jeden z najsłynniejszych koreańskich klasztorów szkoły sŏn.

## Historia klasztoru
O początku istnienia klasztoru wiadomo niewiele. Najpewniej został zbudowany pod koniec panowania dynastii Silla, czyli ok. X w. przez Hyerina, który zależnie od źródeł jest albo mistrzem sŏn lub mistrzem hwaŏm. Klasztor nosił wówczas nazwę Kilsang i był raczej małych rozmiarów, jest nawet nazywany pustelnią lub małą świątynią, gdyż miał ok. sześciuset stóp kwadratowych.
W około sto lat później klasztor był już ruiną. W okresie panowania króla Koryŏ (고려) Injonga (panował 1123–1146) górski mnich Sŏkcho postanowił świątynię odbudować i to w dużo większych rozmiarach. Zgromadził wielu robotników, załatwił materiały budowlane lecz niestety zmarł zanim budowa została ukończona. Budowę przerwano.
Klasztor w dzisiejszej postaci został wybudowany przez Chinula (1158–1210). Poszukiwał on nowego miejsca dla swojej założonej w 1190 r. i rozrastającej się Wspólnoty Samadhi i Pradżni. Zaakceptował miejsce znalezione przez jego ucznia Suu, mimo że Kilsang sa był znów ruiną, ale znajdował się w idealnym dla realizacji planów Chinula miejscu.
W 1197 r. Suu, Ch'ŏnjin i Kwakcho rozpoczęli odbudowę i rozbudowę klasztoru, co zostało zakończone w 1207 r. Król Hŭijong (pan. 1204-1211) – gorliwie wspierający Chinula – zmienił nazwę na Susŏn-sa, czyli klasztor (사 sa) Wspólnoty Uprawiającej Sŏn. Nazwa ta zachowała się do dziś i dotyczy budynku medytacji. Na początku panowania dynastii Chosŏn klasztor został nazwany Songgwang (Rozłożysta Sosna) od pierwotnej nazwy góry, na której został wybudowany. Mniej więcej w tym samym czasie zmieniono także nazwę góry na Chogye, co jest odpowiednikiem chińskiej nazwy Caoxi (lub Caoqi 松|廣|), czyli nazwy góry, na której przebywał Szósty Patriarcha Huineng.
Klasztor stał się wiodącym ośrodkiem koreańskiego buddyzmu przez okres Koryŏ i wiodącym klasztorem aż do czasów dzisiejszych. Chinul i jego uczeń i następca Hyesim Chingak otrzymali tytuły Kuksa (Narodowych Nauczycieli), co było najwyższą rangą w kościelnej hierarchii okresu Koryŏ. Klasztor stał się centrum zarówno praktyki medytacji, jak i studiów doktrynalnych. Gromadzili się w nim w ekumenicznym duchu mistrzowie pięciu tradycyjnych szkół doktrynalnych czy scholastycznych i mistrzowie dziewięciu górskich szkół sŏn. Klasztor wydał 16 patriarchów czy też narodowych mistrzów sŏn.
Za Chinula praktykowało w nim ponad 500 buddystów. Liczba praktykujących rosła szybko i w okresie narodowego mistrza Wŏn'gama Ch'ungjiego (1226–1292) praktykowało w nim kilka tysięcy uczniów w głównym kompleksie klasztoru oraz w mniejszych świątyniach i pustelniach wokół niego. W połowie XIV w. król Kongmin (pan. 1351–1374) wydał proklamację deklarującą, iż Songgwang-sa jest "najlepszym klasztorem Wschodu"
Jednakże pod koniec dynastii Koryŏ, na skutek jej problemów finansowych, klasztor przestał być dotowany i podupadł. Szesnasty i ostatni narodowy nauczyciel Kobong Pŏpchang (1350–1428), który przybył do klasztoru w 1395 r. rozpoczął restaurowanie zniszczonych budynków; prace zostały zakończone przez jego następców w 1427 r.
W latach 1592–1597 przez prowincję Chŏlla przetoczyła się inwazja japońska dowodzona przez generała Hideyoshiego. Cztery budynki klasztoru zostały przez Japończyków spalone, a większość mnichów została zmuszona do opuszczenia klasztoru.
W kilka lat później pod kierownictwem mnicha Ŭngsŏna rozpoczęły się prace rekonstrukcyjne. Klasztor powrócił do życia, gdy prace rozpoczął mnich Punhyu Sŏnsu (1543–1615). W 1614 r. przybył do klasztoru z ponad czterystu mnichami. Prowadził on cykl wykładów, w których uczestniczyło ponad sześciuset słuchaczy. Klasztor potrafił utrzymać swoją pozycję przez resztę okresu Chosŏn.
2 marca 1842 r. wybuchł w klasztorze pożar, który w ciągu dwóch dni zniszczył wszystkie budynki i prawie wszystkie rzeźby, obrazy i inne religijne przedmioty. Ocalała tylko trójca buddyjska z gmachu głównej świątyni, posąg bodhisattwy Chijanga (sans. Ksitigarbha), duży dzwon w dzwonnicy i drewniane bloki z sutrą Avatamsaką.
Mnisi i ludzie świeccy rozpoczęli trwającą przez czternaście lat odbudowę klasztoru w pierwotnym kształcie. Nadzór sprawowali mnisi Kibong i Yongun. Klasztor został przywrócony do poprzedniej świetności.
W latach 1924–1928 mnich Yurma wybudował lub całkowicie wyremontował dziewiętnaście budynków. W 1948 r. komuniści zainicjowali serię ataków w okolicy klasztoru i oenzetowskie bombardowania zniszczyły las otaczający klasztor. Rebelianci komunistyczni wkroczyli do klasztoru, który został opuszczony przez wszystkich młodych mnichów w celu uniknięcia przymusowego poboru do wojska komunistycznego. Pozostali tylko starzy mnisi, którzy czuwali nad klasztorem i prowadzili normalne praktyki. W lutym 1951 r. partyzantka komunistyczna weszła do klasztoru i wymordowała wszystkich pozostałych mnichów. W maju kontratak odrzucił komunistów od klasztoru, jednak jego plonem było ponowne zniszczenie całej centralnej części klasztoru łącznie z głównym budynkiem, biblioteką i większością kwater mnisich.
Po zakończeniu wojny mnich Ch'wibong, który w klasztorze spędził 70 lat, rozpoczął odbudowę. Razem z opatem Kŭmdankiem zainicjowali 1000-dniowe odosobnienie poświęcone śpiewaniu sutr i dharani (kor. ch'ŏnil kido-hoe), aby zebrać pieniądze na zrealizowanie prac rekonstrukcyjnych. Pomiędzy 1955 a 1961 r. odbudowano główny budynek, cztery inne świątynie, dzwonnicę i wzniesiono muzeum.
2 września 1967 r. rozwiązano ostatecznie konflikt pomiędzy zjaponizowanymi (żonatymi) mnichami, którzy okupowali klasztor, a tradycyjnymi mnichami prowadzonymi przez Kusana (1908-1983).
15 kwietnia 1969 r. Songgwang-sa stał się klasztorem należącym do systemu ch'ongnim. Suryŏn został mistrzem sŏn i przyjął wtedy imię Kusan. Rozpoczął on na wielką skalę prace rekonstrukcyjne klasztoru. Klasztor znów stał się wiodącą sił buddyzmu koreańskiego
Klasztor ten jest klasztorem parafialnym szkoły chogye, który zarządza 41 innymi klasztorami.

## Klasztor

### Położenie

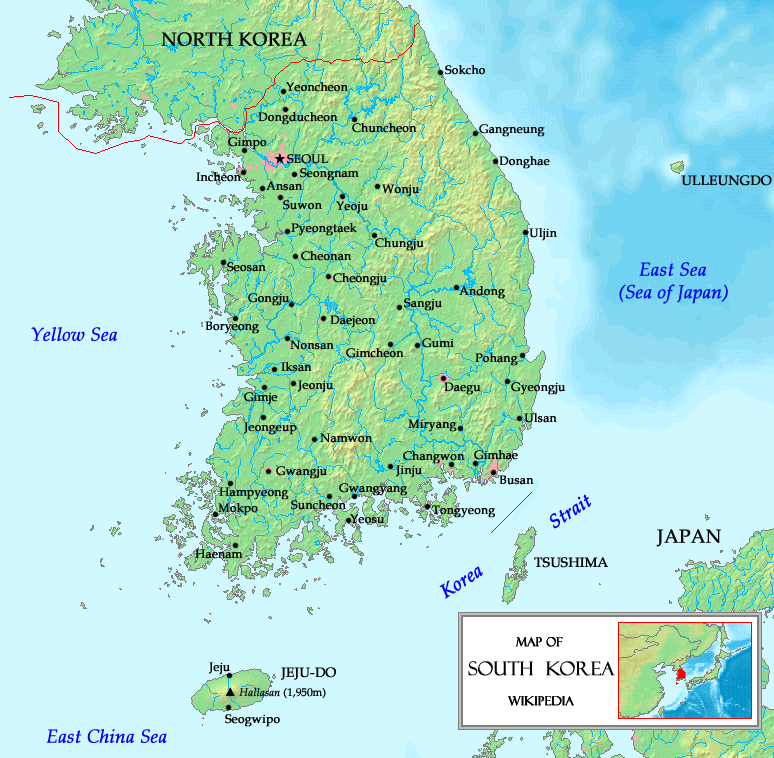
Suncheon na południu Korei

Klasztor położony jest na górze Chogye w Songgwang-myŏn, Suncheon, w prowincji (kor. do) Chŏllanam (Jeolla Południowa) w Korei Południowej.
Prowincja Jeolla (13) jest najbardziej na południe wysuniętą częścią półwyspu.
- Szerokość geograficzna:

35° 0' 50 (północna)
- Długość geograficzna:

127° 16' 45 (wschodnia)
- Numer telefoniczny: 061-755-0107
- Adres: 12, Sinpyŏng-ri, Songgwang-myŏn, Sunchŏn-si, Chŏllanam-do, Korea Południowa.

### Architektura
Do klasztoru wchodzi się przez bramę ilchu-mun (dosł. jednobelkowa brama) przypominającą nieco japońską bramę torii w świątyniach shintō. Pomiędzy posągami Czterech Niebiańskich Królów (sach'ŏn-wang) znajduje się budynek wejściowy, a zaraz za nim dwie wieże: Dzwonu i Bębna (Chonggo-ru). Po dojściu do centralnego zespołu budynków staje się przed głównym budynkiem Buddy – Domem Wielkiego Bohatera (Taeung-chŏng) w większości klasztorów poświęconemu Vairocanie głównemu Buddzie szkoły hwaŏm (chin. huayan) i to pomimo tego, że obecnie wszędzie praktykuje się w Korei sŏn. Jest to architektoniczne i ideologiczne centrum klasztoru. Od podłogi do stropu sięga ołtarz wysokości ok. 7 m., w pewnej odległości od frontowej ściany, tak że wierni mogą go okrążać (choć nie jest to właściwie już praktykowane). Za ołtarzem znajduje się powieszony olbrzymi, wielokolorowy obraz na płótnie t'aenghwa z panteonem buddyjskim. Na jednej ze ścian znajduje się także wyobrażenie obrońcy buddyzmu generała Wit'a (chin. Weito), co było typowe dla klasztorów chińskich po XVI wieku. Poduszki dla medytacji dla starszych mnichów znajdują się daleko z tyłu. Jak wszystkie inne budynki klasztorne, Taeung-chŏng jest wykonany z drewna, w związku z tym, co jakiś czas dokonuje się wymiany zniszczonych elementów, które są wiernymi kopiami usuniętych części. Dlatego też rzadko spotyka się elementy sprzed kilku wieków, a klasztor np. z VIII wieku z pewnością nie ma ani jednej oryginalnej części. Na Dalekim Wschodzie nie jest to żadną przeszkodą i klasztor traktuje się jako oryginalny. Budynek ma typową konstrukcję słupowo-belkową z licznymi klamrami wzmacniającymi wszelkie krawędzie i okapy. Ponieważ nie używa się gwoździ, wszystkie elementy konstrukcji są niezwykle precyzyjnie do siebie dopasowane. Przestrzeń pomiędzy kolumnami wspierającymi jest wypełniona murem z wysuszonej gliny zmieszanej z trawą.

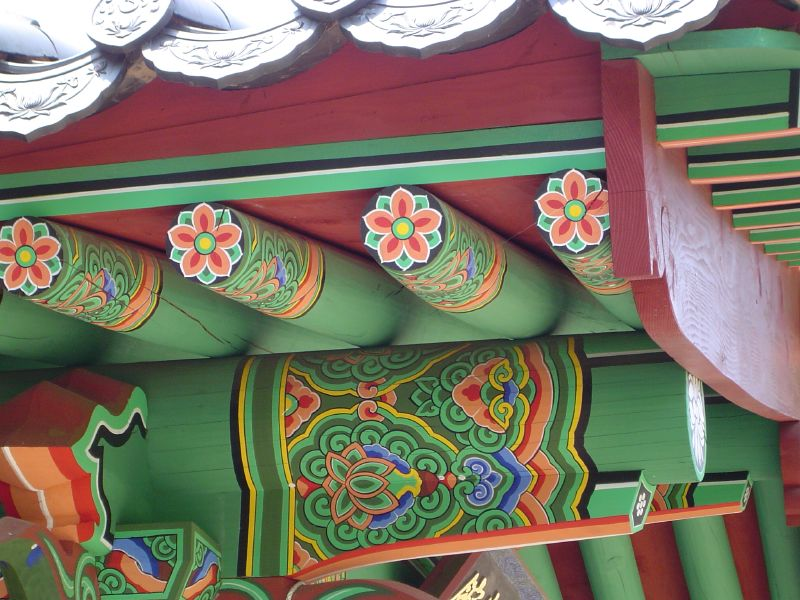
Fragment konstrukcyjny dachu; przykład malarstwa tanch'ŏng

Główne wspierające kolumny pomalowane są na kolor bordowy, a ściany na żółto (często z malowidłami sztuki ludowej tego rejonu). Okapy budynków pomalowane są w stylu tanch'ŏng jasnym cynobrem lub seledynowo z zawiłymi czerwonymi, zielonymi, niebieskimi i żółtymi wzorami graniczącymi nieraz z pewną przesadą. Taeung-chŏng podkreśla wyróżniający się charakter klasztoru, co jest szczególnie widoczne w klasztorach sambo chongch'al (klasztorach trzech klejnotów), czyli T'ongdo-sa, Haein-sa i Songgwang-sa. Są to trzy spośród największych klasztorów Korei i należą także do systemu ch'ongnim. T'ongdo-sa reprezentuje klejnot, którym jest Budda Śakjamuni – bezpośrednio za głównym budynkiem znajduje się relikwiarz, czyli stupa (kor. t'ap), w której znajdują się (jak się uważa) szczątki Buddy Śakjamuniego. Normalnie, jak w każdym innym klasztorze, na ołtarzu powinien znajdować się posąg Buddy, ale tutaj zdecydowano się na otwarcie tylnej ściany na ową stupę, tak że Śakjamuni jest tu reprezentowany przez relikwie, a nie przez posąg. Z kolei Haein sa reprezentuje klejnot Dharmy, nauki Buddy, dlatego dwa ogromne budynki, w których przechowuje się drewniane bloki z buddyjskim kanonem koreańskim, znajdują się wysoko na wzgórzu bezpośrednio za głównym domem Buddy i górują nad nim, co podkreśla nadrzędność Dharmy-nauki, reprezentowanej przez kanon, w tym klasztorze. Songgwang-sa jest klasztorem klejnotu sanghi – zakonu buddyjskiego i szerzej, wszystkich wyznawców. Dlatego tu dom medytacji jest położony powyżej i poza głównym domem Buddy w celu podkreślenia miejsca praktyki mnichów – czyli sanghi.
Jak wiele dużych klasztorów Songgwang jest zbudowany na planie mandali pieczęci oceanu (kor. haein-to; skt. sāgaramudrā-mandala) lub mandali krainy dharmy (kor. pŏpkye-to; skt. dharmadhātu-mandala), które używane były przez szkołę hwaŏm.
Na małym wzgórzu górującym nad Taeung-chŏng znajdują się domy medytacji, nauki i mieszkanie mistrza sŏn, lekko wyizolowane, dla podkreślenia prywatności i odrębności praktyki medytacji.

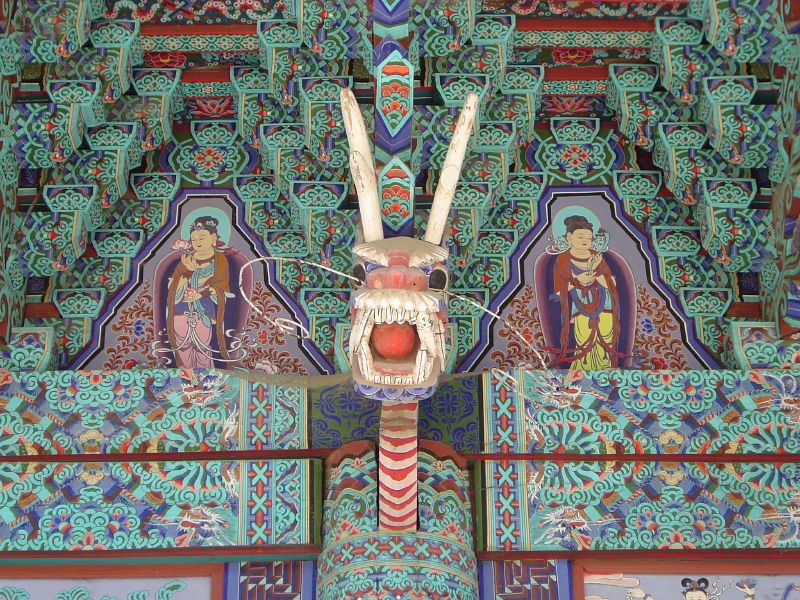
Malarstwo tanch'ŏng

Po obu stronach klasztoru znajdują się osobne budynki pomocnicze: kuchnie, biura itp. W różnych miejscach kompleksu rozmieszczone są małe świątynie boshisattwów, patriarchów sŏn, zmarłych mistrzów sŏn tego klasztoru itp. Większość klasztorów koreańskich ma także duży centralny dziedziniec, co różni je od chińskiego wzorca.
Pod klasztorem znajduje się skomplikowany system kanałów wodnych (doprowadzających wodę z okolicznych źródeł, nie tylko do klasztoru, ale i kwater poza nim) i kanalizacyjnych (nie ma tu rynien i woda spływająca z dachu jest odprowadzana poza teren klasztoru).
Songgwang-sa, jak każdy duży klasztor, jest podzielony na pewne części, które są niezależnymi jednostkami pracy i życia. Oddzielone są one od siebie i od publicznej części klasztoru murem z gliny i kamieni. Każda oddzielna część ma także swój centralny plac. Główną częścią jest kŭnbang (duży pokój) z podgrzewaną podłogą (kor. ondol), gdzie może mieszkać i praktykować ok. 30 mnichów. W ścianach znajdują się regularnie rozmieszczone podwójne rozsuwane drzwi (papierowe). Mnisi używają zawsze drzwi najbliższych im, gdy wychodzą, lub najbliższych ich miejsca w sali, gdy wchodzą. Jedynym ozdobnym elementem sali jest mała świątynia na jednej z dłuższych ścian. Na zewnątrz znajduje się palenisko, w którym rozpala się ogień ogrzewający podłogę i wodę w wielkim bojlerze. Tu także dawniej gotowało się pożywienie (obecnie zajmuje się tym część kuchenna, ale je się w owych dużych pokojach, na ten czas – refektarzach). Znajduje się tu także granitowy zbiornik na wodę źródlaną doprowadzaną kanałami. Ze względu na ich prostotę – sale te mogą łatwo pełnić wiele funkcji: gdy konieczna jest nauka, wnosi się niskie stoliki (i jest to seminarium). Są refektarzem w porze posiłku (mnisi przynoszą swoje miski z półek). W porze snu sala zamienia się w dormitorium (przynosi się kołdry i poduszki z komód lub bocznego pokoju). Po ułożeniu poduszek w dwu rzędach na środku sali, zamienia się ona w salę medytacji. Gdy potrzeba, cała taka jednostka klasztorna może być szybko przystosowana do aktualnych potrzeb klasztoru (np. na potrzeby grupy wędrujących od klasztoru do klasztoru mnichów itd.). Ta niezwykła możliwość przystosowania klasztoru do wszelkich sytuacji, także odróżnia klasztory koreańskie od chińskich.
System ogrzewania klasztorów koreańskich jest wyjątkowy (z Syberii napływają do Korei ostre mrozy). W klasztorach chińskich używano rozgrzanych cegieł do ogrzania każdego mnisiego miejsca spania osobno. Koreańczycy postanowili ogrzać całe pomieszczenie i służy temu system ondol podgrzewający je od spodu.
Biura rozmieszczone są w odrębnym budynku w pobliżu głównej bramy. Znajdowała się tam większa sala (podgrzewana) i mniejsze indywidualne pokoje klasztornych urzędników. Również i opat klasztoru mógł tam mieć swoje biuro. Większe klasztory, takie jak Songgwang, miały także swoją bibliotekę ze starymi ksylograficznymi książkami w literackim języku chińskim, współczesnymi rozprawami na temat buddyzmu w języku koreańskim i drukowanym chińskim (z reguły japońskie wydanie Taishō Shinshū Daizōkyō) czy koreańskim kanonem buddyjskim.
Większość klasztorów ma także małe kaplice poświęcone Siedmiu Gwiazdom (Wielka Niedźwiedzica; kor. ch'lsŏng) i bóstwu góry (kor. sansin). Jest to ewidentna pozostałość z pierwotnych wierzeń Koreańczyków.
W górach otaczających klasztor znajdują się także liczne pustelnie, gdzie mieszkają starsi mnisi i emerytowani opaci. Pomimo odosobnienia od głównego kompleksu klasztoru, funkcjonują one jako jego część. W pobliżu klasztoru jest także obszerne pole stup, w których znajdują się relikwie ok. 30 mistrzów sŏn i wybitnych mnichów Songgwang sa.

## Galeria

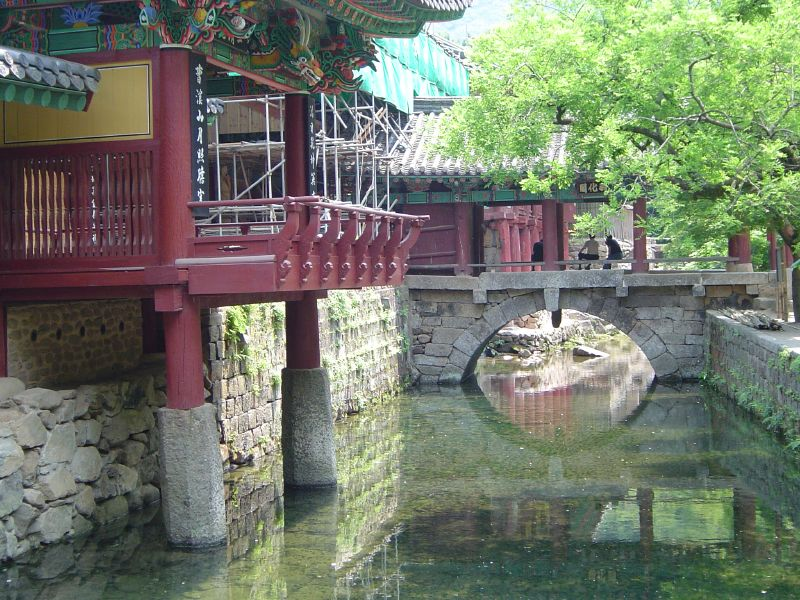
Wejście do klasztoru
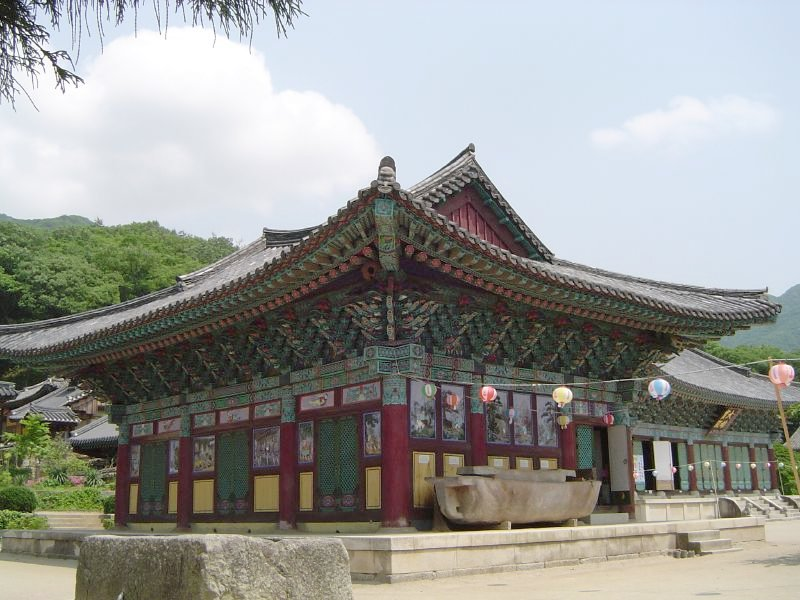
Klasztor Songgwangsa
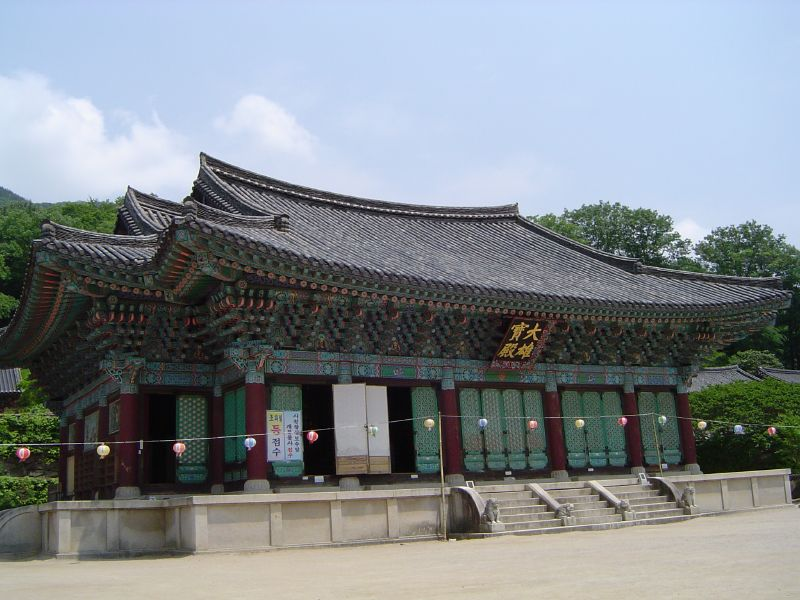
Główny gmach
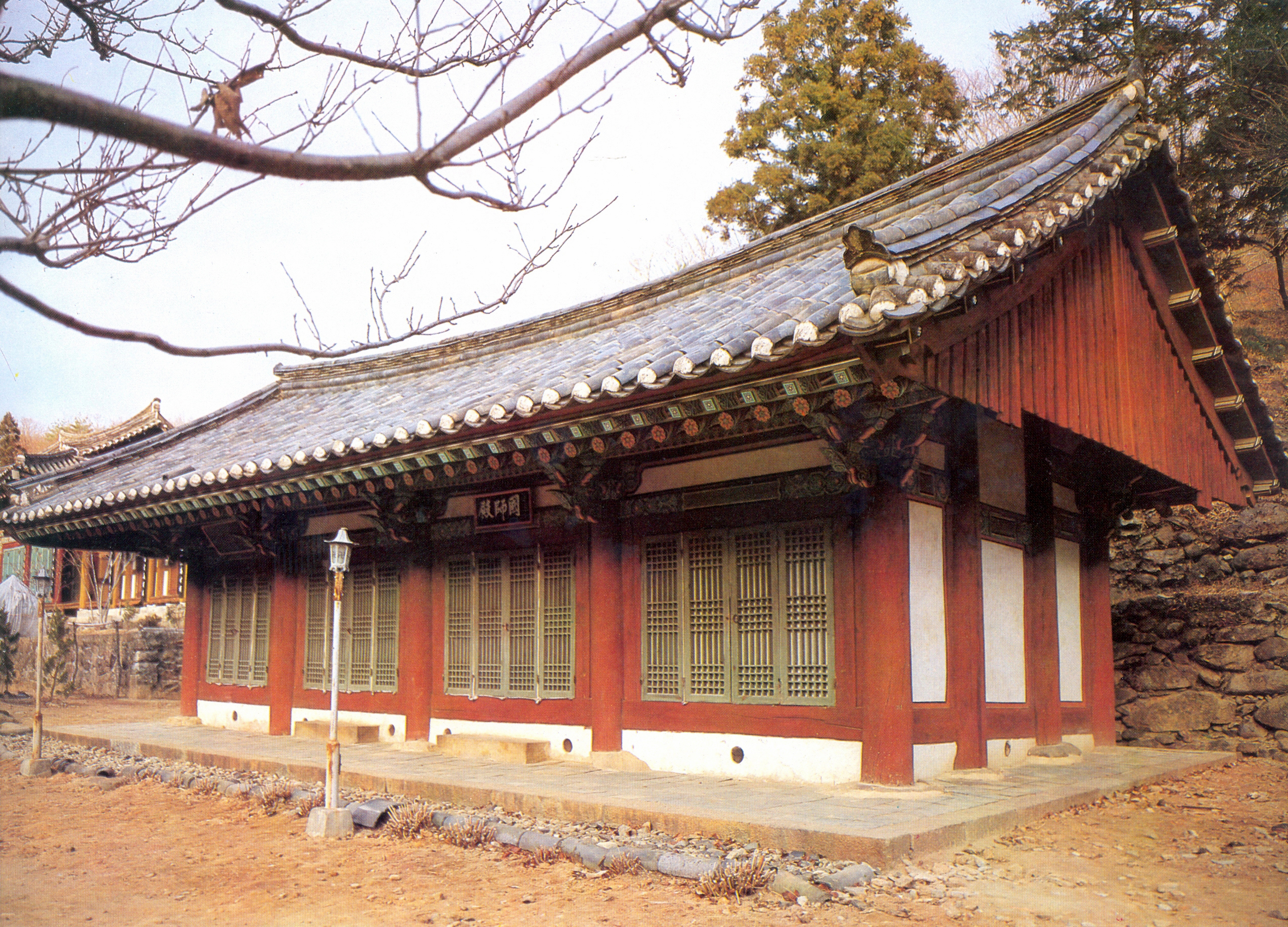
Kuksajŏn
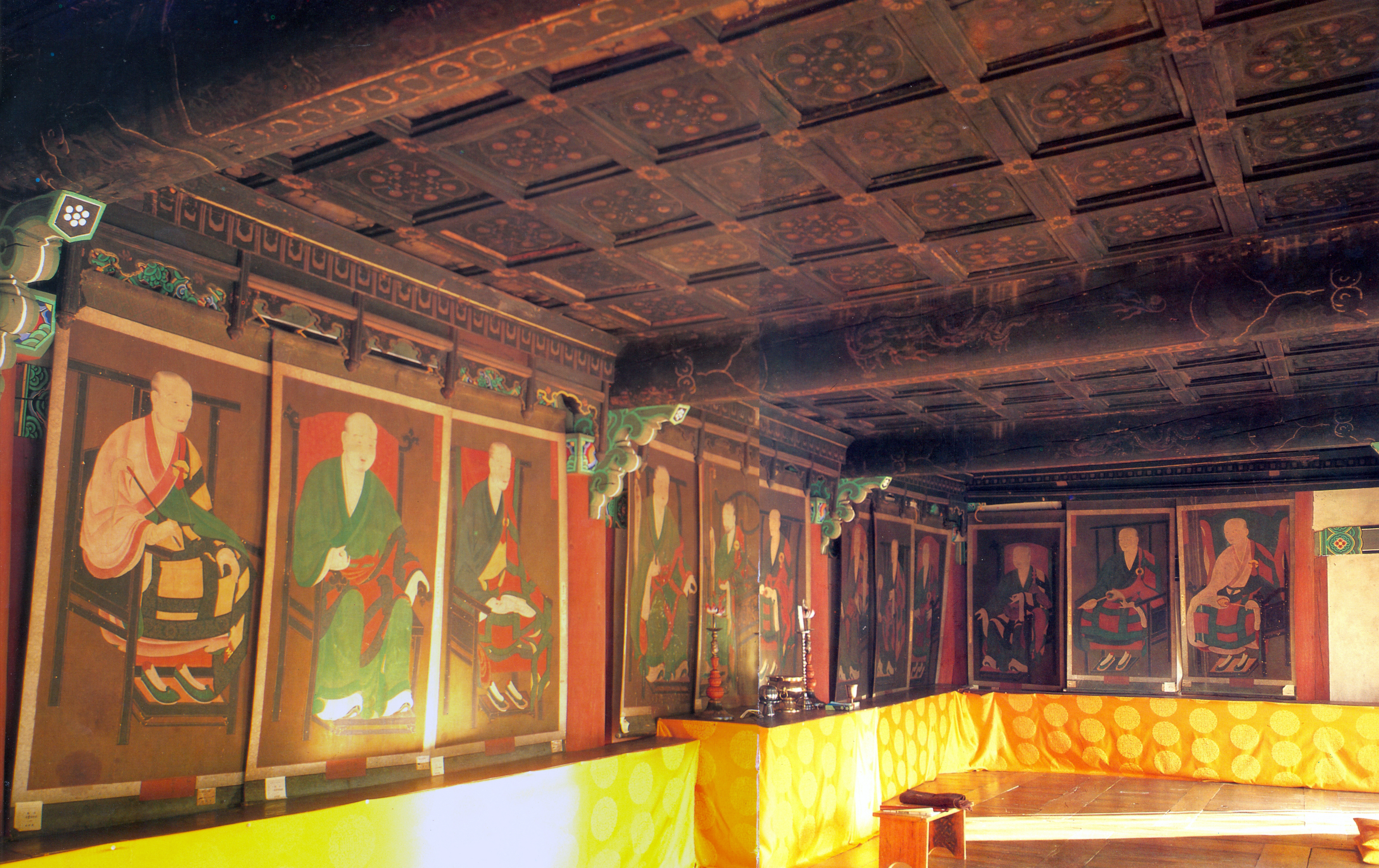
Wnętrze Kuksajŏnu
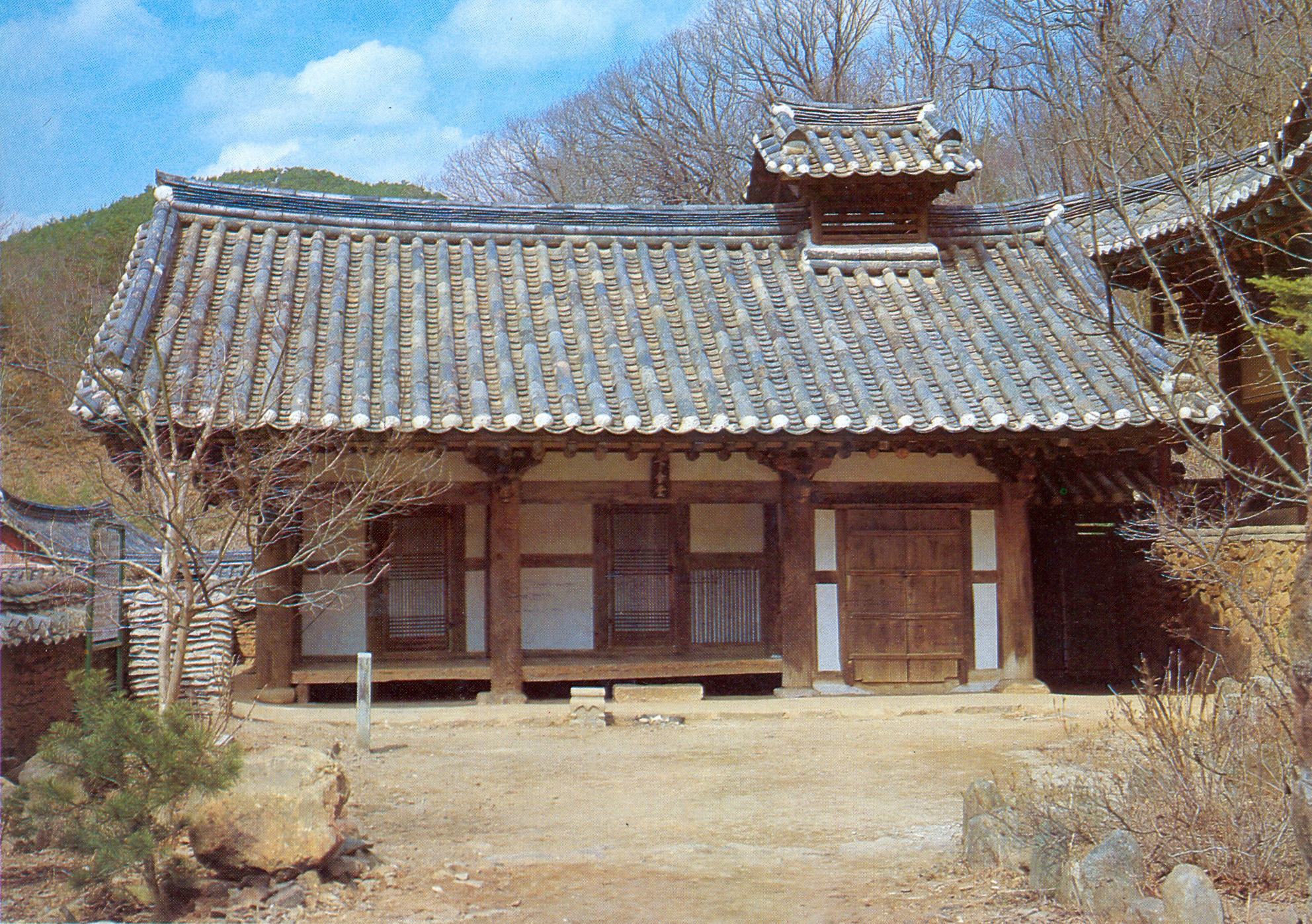
Hasadang
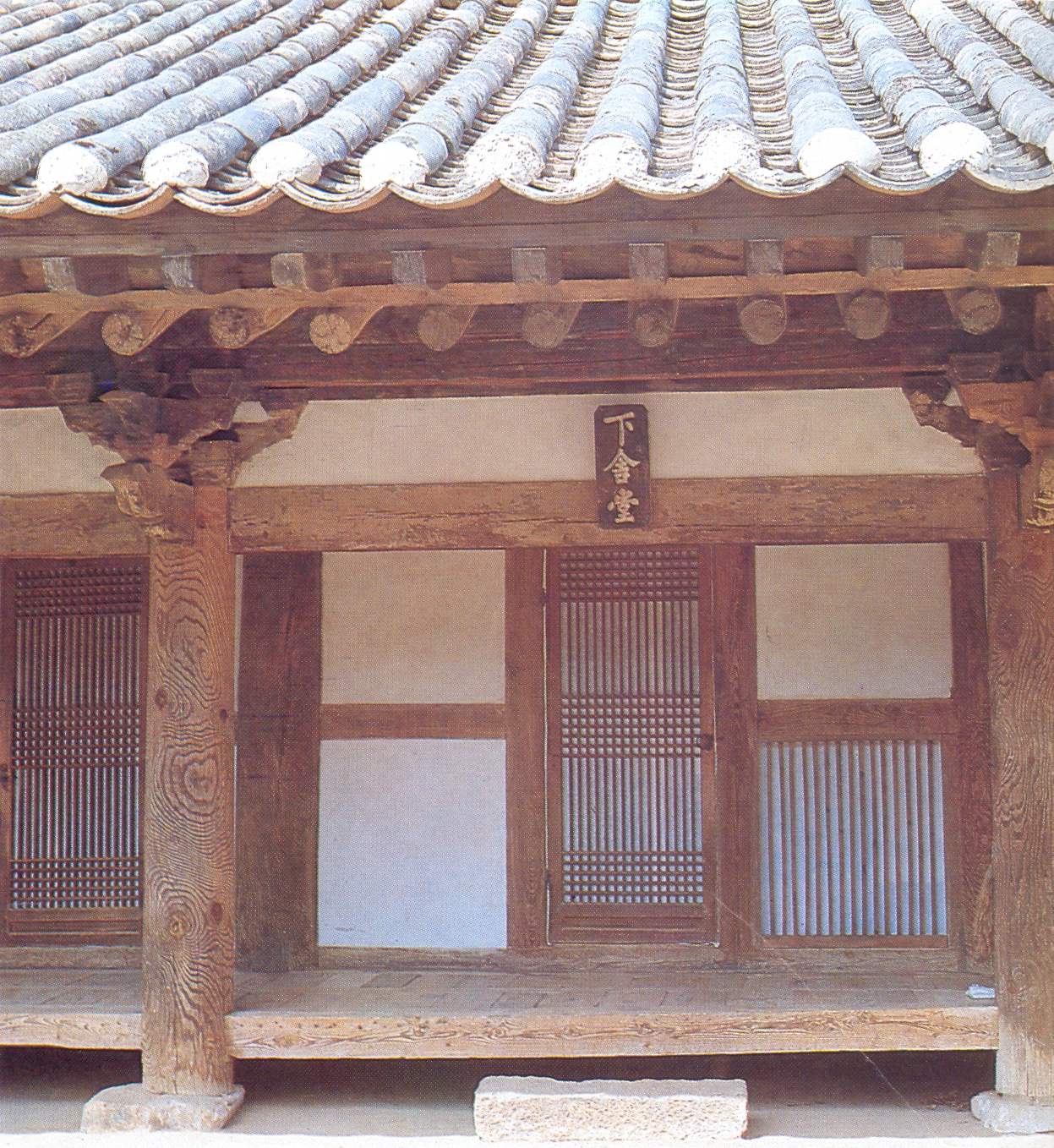
Fragment Hasadangu
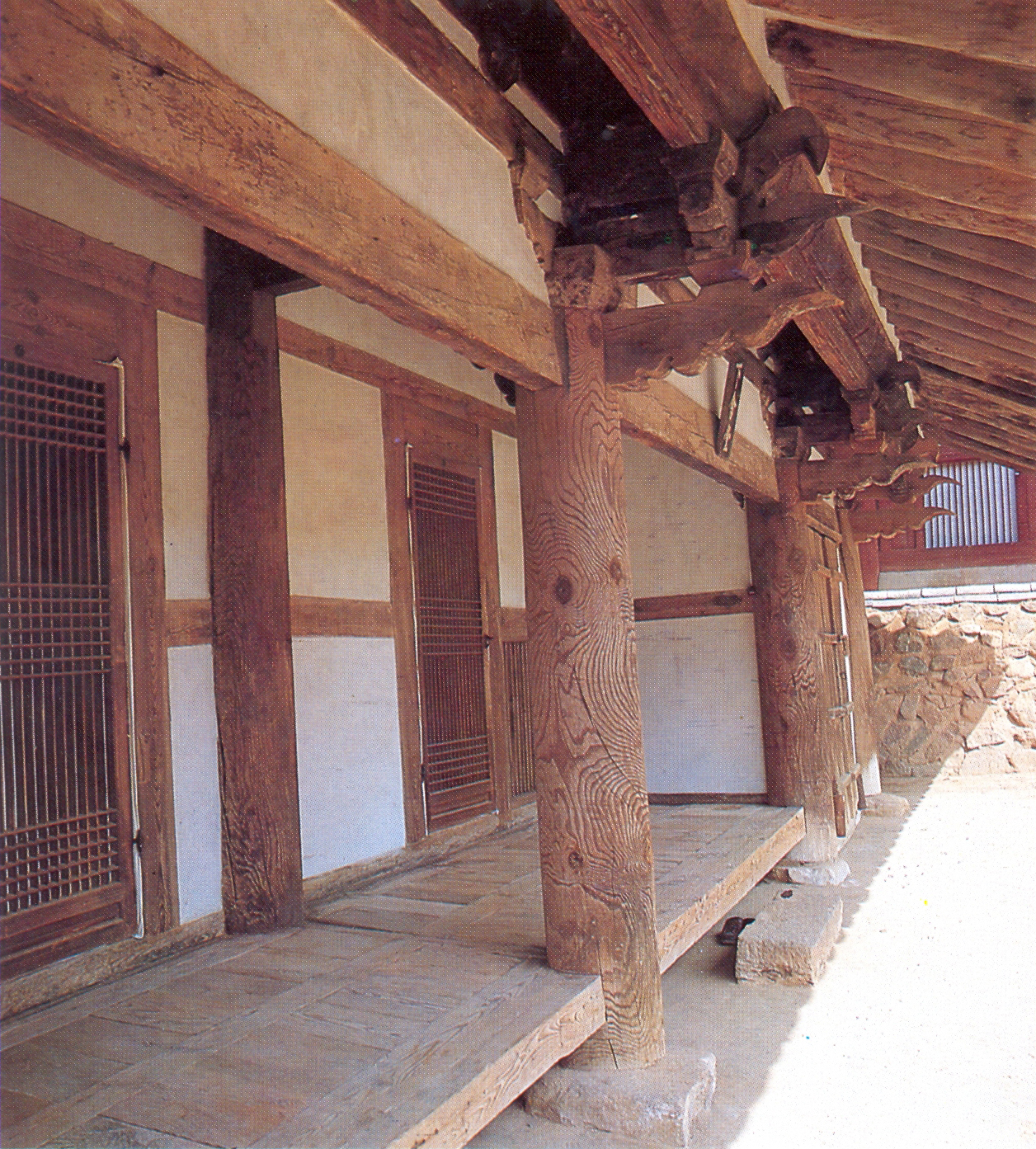
Fragment konstrukcji Hasadangu
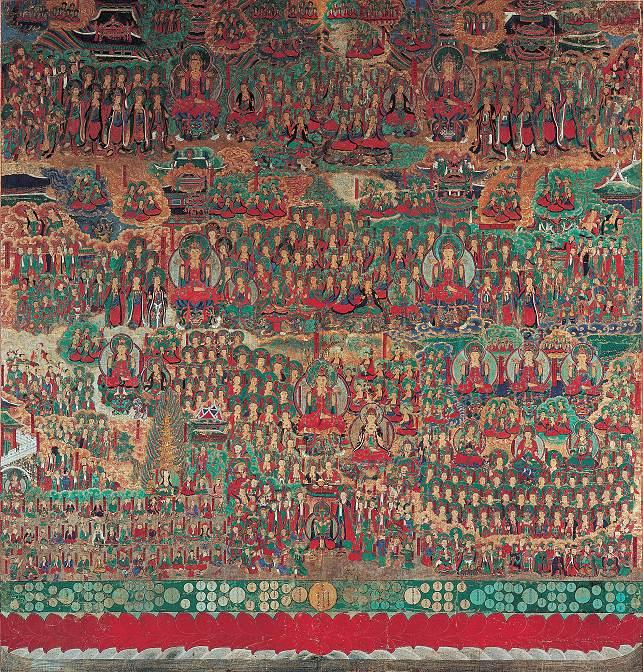
Ilustracja Sutry Awatamsaki
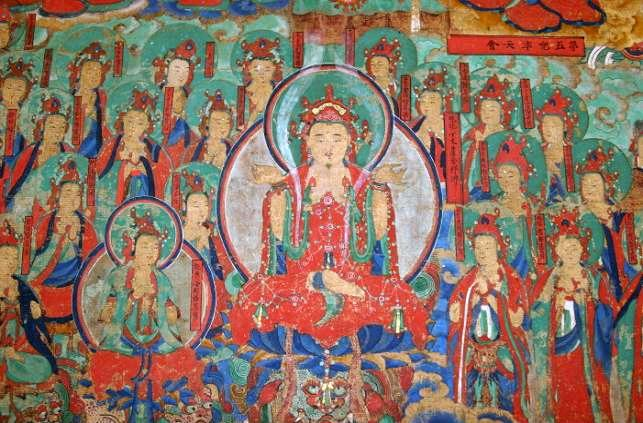
Fragment ilustracji
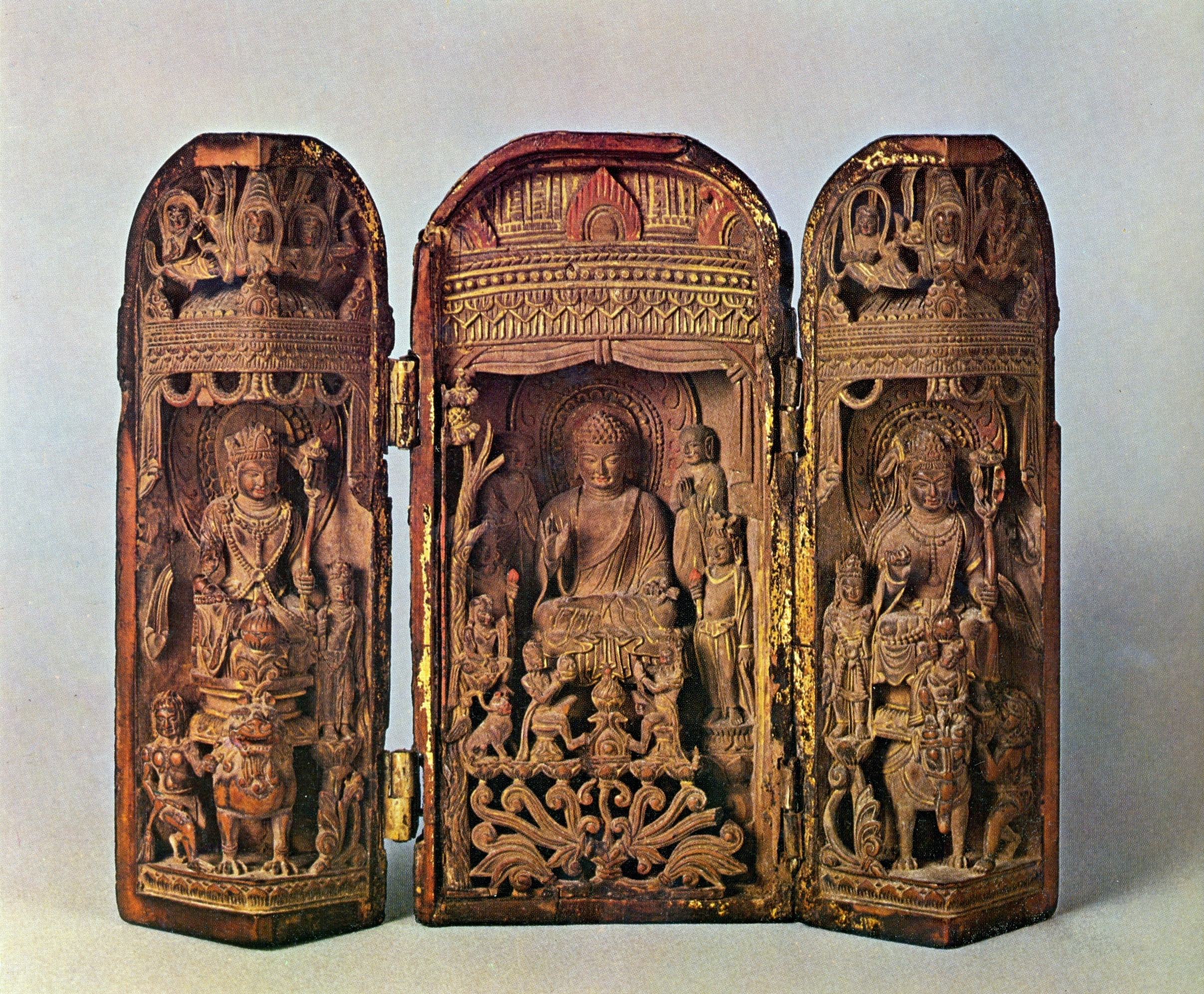
Drewniana triada buddyjska